# Marija Šestić
Marija Šestić (cirilica: Марија Шестић), bosanska pevka, * 5. maj 1987, Banja Luka, Bosna in Hercegovina.
Marija Šestić je na Evroviziji 2007 v Helsinkih s pesmijo Rijeka bez imena zastopala Bosno in Hercegovino. 
Njen oče Dušan Šestić je avtor bosanske himne Intermeco.